# Kasif
Kasif (héberül :כסיף  lit. "Ezüst") egy jövőbeni tervezett "Haredi" város Izrael Negev régiójában. A város a Tel Arad csomópontnál, a 80-as és 31-es autópálya közelében lesz. A várost azért építik, hogy kiszolgálják Izrael gyorsan növekvő ultraortodox lakosságát, ahol az általános lakáshiány még durvábban jelentkezik.